# Jugar con fuego
Jugar con fuego és una sarsuela composta per Francisco Asenjo Barbieri sobre llibret castellà de Ventura de la Vega. Va ser una de les primeres sarsueles del període romàntic en ser estrenada, marcant una nova direcció en el panorama líric madrileny, aleshores dominat per la tonadilla i l'òpera italiana.
Va ser estrenada el 6 d'octubre de 1851, sent un vertader èxit des de la seua estrena no obstant la inicial perplexitat del públic, al qual li costava admetre la possibilitat que una obra lírica en castellà no fos satírica i intranscendent, i que gaudira d'un argument extens i seriós, desenvolupat en tres actes. Va romandre en cartell fins al gener de 1851, i els autors van ser cridats a saludar a l'escenari durant 17 nits seguides.
L'obra està basada en el vodevil francès de 1833 La Comtesse d'Egmont, de Jacques-François Ancelot i Alexis Decomberousse, el que va provocar que part de la crítica acusara Ventura de la Vega de plagiari. No obstant això, el dramaturg va gaudir de l'aferrissada defensa del cèlebre llibretista Temistocle Solera, qui va afirmar que a Jugar con fuego es trobaven «els millors versos cantables que hi havia en castellà».

## Sinopsi

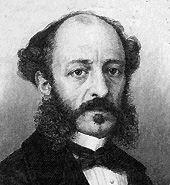
Ventura de la Vega, autor del llibret de Jugar con fuego.

Lloc: Madrid
Temps: inicis del segle xviii

### Acte I
A la revetlla de sant Joan, a la vora del riu Manzanares, assisteix Leonor, jove duquessa vídua de Medina, disfressada de modesta artesana i completament arrebossada per evitar ser reconeguda. El marquès de Caravaca la veu i sospita que es tracta d'una gran dama, per la seua elegància innata i les seues maneres. El marquès és un individu carregat de supèrbia i a qui li agrada presumir de les seues conquestes amoroses. Immediatament intenta conquistar a la jove, però aquesta és salvada pel duc d'Alburquerque, el seu propi pare, sense endevinar que la dona en perill és la seua filla. La duquessa ha vingut per trobar-se amb el seu amant, Félix, un hidalgo, el qual desconeix la vertadera identitat de la seua amada. Es declaren el seu amor, tot i que ella menteix en dir que és la cambrera d'una gran dama. Félix la deixa per buscar un cotxe que la puga portar a casa. Novament és assetjada pel marquès i novament salvada per son pare. L'arribada de Félix la salva definitivament de ser amoïnada pel marquès o identificada per son pare.

### Acte II
En un saló del Palau del Buen Retiro els cortesans comenten el succeït de la revetlla, i com la dona tapada va aconseguir escapolir-se del marquès i del duc. El marquès té sospites creixents que l'enigmàtica dama era en realitat la duquessa de Medina, i tracta de provocar-la per veure si es descobreix a ella mateixa.
Hi apareixen Félix i un amic, que venen recomanats al marquès perquè aquest els done treball. El marquès interroga a Félix sobre la progrés dels seus amors i aquest li conta tot l'episodi de la revetlla, el que acaba per convèncer el marquès de la identitat de la dama tapada. El marquès col·loca a Félix en un lloc des d'on poder contemplar la desfilada dels nobles, i des d'allà reconeix immediatament la seua amant en la persona de la duquessa. El marquès els presenta, però la duquessa simula no conèixer-lo, davant la perplexitat del jove. Caravaca enganya el jove amb promeses d'intercedir davant la duquessa i aconsegueix que Félix li lliure una carta sense signar que li havia tramès la duquessa. Amb la carta en el seu poder fa xantatge a la duquessa, exigint-li algun favor, i finalment aconsegueix que aquesta li done una abraçada. Félix, qui ho ha vist tot des d'un amagatall, provoca un escàndol. Hi acudeix la cort sencera, i la duquessa es veu obligada a assegurar que no coneix Félix i que deu tractar-se d'un pobre boig.

### Acte III
Leonor arriba al manicomi amb la intenció d'alliberar Félix, qui hi ha estat tancat arran de l'episodi a la cort. Hi ha una bella escena d'amor entre els dos, i els malentesos queden aclarits. La duquessa indica a Félix la manera defugir, però inesperadament arriba el marquès, i la duquessa s'amaga. Félix ja no té dubte de les intencions del marquès, i quan aquest li pregunta per on ha fugit Leonor, l'enganya indicant-li l'entrada al departament on es troben el bojos. Els bojos es llancen sobre ell i el despullen completament, llançant la seua luxosa vestimenta per la finestra. La duquessa fa que Félix s'abille amb la roba del marquès perquè puga fugir amb el seu cotxe. Inesperadament arriba el duc i, fent fracassar la fugida, fa que Félix siga tancat de nou. Afortunadament, en l'últim moment arriba la duquessa de Bornos, amiga de Leonor, amb una ordre del rei per alliberar a Félix i amb el permís perquè Leonor puga casar-se amb ell.

## Números musicals

### Acte I
1. Introducció i cor de "verbeneros" (La noche ha llegado)
2. Escena i ària del marquès (Si te place en este bosque)
3. Romança del tenor (La vi por vez primera)
4. Duo entre la duquessa i Félix (Hay un palacio junto al Prado de San Fermín)
5. Final: duquessa, duc, marquès i Félix

### Acte II
1. Introducció i cor de cortesans (Vedle allí, que pensativo)
2. Duo de la carta: duquessa i marquès (Por temor de otra imprudencia)
3. Final de l'acte segon: duquessa, duc, marquès i Félix (Nos ha visto).[2]

### Acte III
1. Interludi. Preludi del tercer acte
2. Escena: Antonio, patge 1r i cor d'homes (¡Suelta, pícaro sastre!)
3. Romança de la duquessa (Un tiempo fue que en dulce calma)
4. Ària del marquès i cor de bojos (¿Quién me socorre?)

## Enregistraments
- BMG Ariola España Alhambra WD 74556. Pilar Lorengar, Manuel Ausensi, Carlos Munguia, Antonio Campo. Ataulfo Argenta dirigint l'Orquestra Simfònica i el cor de cambra de l'Orfeó Donostiarra.